# ۴۴۹ (قمری)
۴۴۹ (قمری)، چهارصد و چهل و نهمین سال در گاهشماری هجری قمری است. اول محرم این سال برابر با شانزدهم مارس سال ۱۰۵۷ میلادی است.

## وابسته
- شیخ طوسی